# ميرتا دياز بالارات
ميرتا فرانسيسكا دي لا كاريداد دياز بالارت إي غوتيريز (بالإسبانية: Mirta Francisca de la Caridad Díaz-Balart y Gutiérrez)‏ (من مواليد 30 سبتمبر 1928) هي زوجة فيديل كاسترو، وابنة رافائيل خوسيه دياز بالارت، وهو سياسي كوباني بارز وعمدة بلدة بانيس، وزوجته أميريكا غوتيريز. كانت غوتيريز طالبة في جامعة هافانا، حيث درست الفلسفة عندما تزوجها فيدل.

## سيرتها الذاتية
تزوج كاسترو ودياز بالارت في 11 أكتوبر عام 1948، وقضى الزوجان شهر العسل في مدينة نيويورك، وتطلقا بعد سبع سنوات (بينما كان كاسترو في المنفى في عام 1955). أنجب الزوجان طفل واحد، فيديل أنخيل «فيديليتو» كاسترو دياز بالارت (1949-2018). لم يحصل كاسترو بعد الطلاق على حضانة الابن. وبدلًا من ذلك، ابتعد فيدل الابن من والده حتى لقيه في زيارة في المكسيك وقرر البقاء معه، قبل عودة والده لقيادة الثورة الكوبية.
تزوجت دياز بالارت في عام 1956 من إميليو نونيز بلانكو (1925-2006)، وهو ابن سفير كوبا السابق لدى الأمم المتحدة، إميليو نونيز بورتوندو. عاش الزوجان مع أطفالها في منتجع شاطئ تارارا في هافانا.
عاشت دياز بالارت في مدريد باسبانيا مع عائلتها بعد عام 1959. تم حرمانها من إدارة شركة ابنها لسنوات عديدة لدراسته في كوبا والاتحاد السوفيتي. زعمت صحيفة ميامي هيرالد في عام 2000 أنها لا تزال تعيش في إسبانيا، وأن زياراتها العرضية لكوبا تم ترتيبها من قبل راؤول كاسترو، صهرها السابق. وبحلول عام 2018، وهي السنة التي انتحر فيها ابنها فيديليتو، ورد أنها ذهبت مرة أخرى إلى كوبا في سن التسعين.
دياز - بالارت هي عمة ممثل مجلس النواب الأمريكي المناهض لكاسترو ماريو دياز - بالارت (الدائرة 25 في ولاية فلوريدا) وأخوه، عضو الكونغرس الأمريكي السابق لينكولن دياز بالارت، ومذيع التلفزيون خوسيه دياز بالارت. دياز - بالارت هي أيضًا أخت الرسام والدو دياز بالارت ورافائيل دياز بالارت. أنجبت دياز - بالارت ابنتان من زوجها الثاني ميرتا وأميريكا سيلفيا نونيز دياز بالارت، يقيم كلاهما في إسبانيا مع عائلاتهما.